# Alliance nationale somalienne
Pour les articles homonymes, voir Alliance nationale.

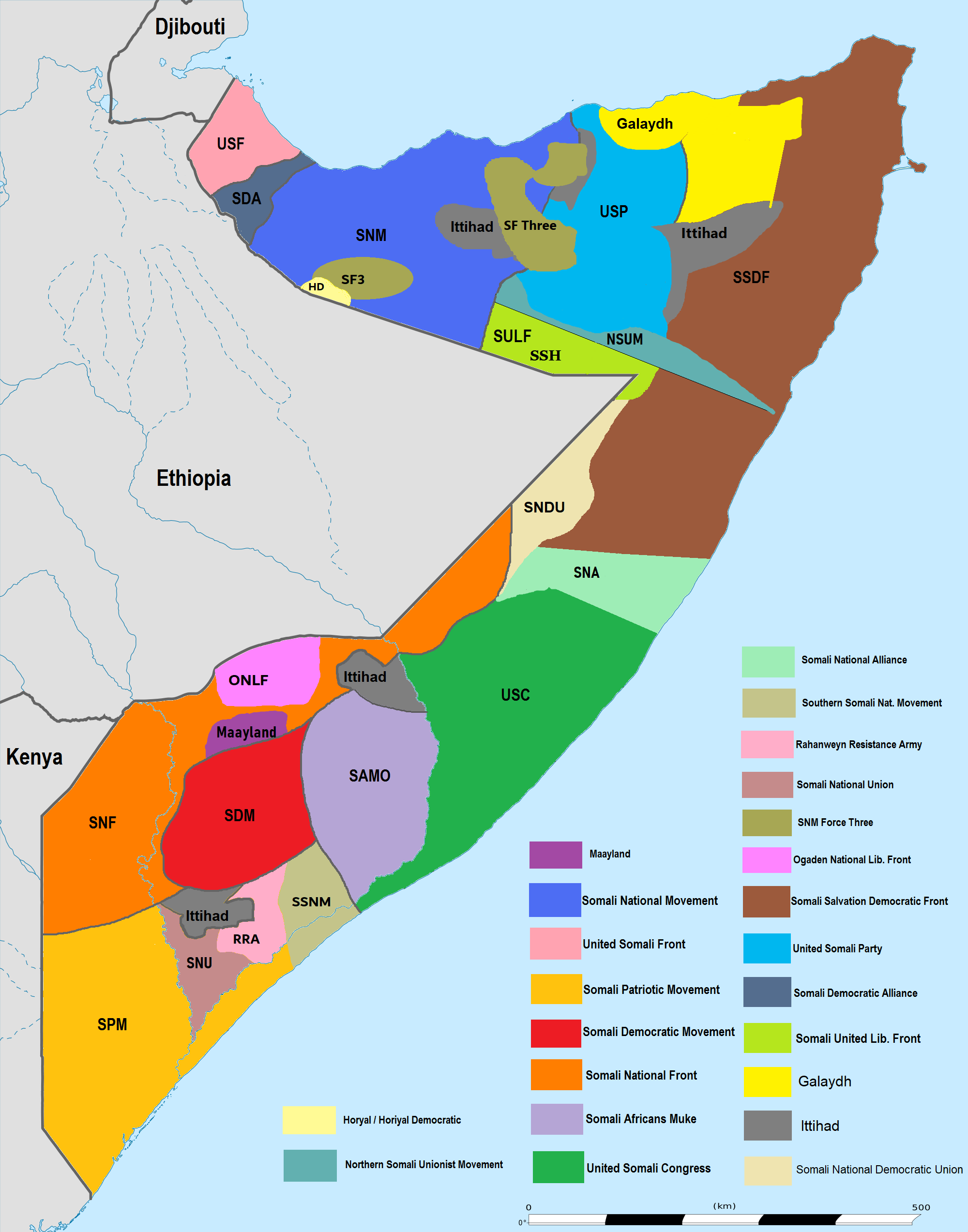
Carte des factions militaires somaliennes au début des années 1990

L’Alliance nationale somalienne (en anglais : Somali National Alliance, SNA) était une alliance politique formée en juin 1992 avec à sa tête Mohamed Farrah Aidid et comprenant divers partis tels que le Congrès de la Somalie unie, le Mouvement patriotique somali et d'autres factions sudistes. Elle prit part à la guerre civile et 2 000 à 4 000 de ses miliciens alignés prirent part à la bataille de Mogadiscio en 1993.
Après la mort d'Aidid en 1996, son fils Hussein Farrah Aidid prend le pouvoir de l'alliance. Elle est dissoute en 2001 pour devenir le Conseil de réconciliation et de restauration somalien.